# Phyllonorycter gozmanyi
Phyllonorycter gozmanyi is een vlinder uit de familie mineermotten (Gracillariidae). De wetenschappelijke naam van deze soort is voor het eerst geldig gepubliceerd in 2007 door De Prins & De Prins.
De soort komt voor in tropisch Afrika.